# Louredo (Póvoa de Lanhoso)
Louredo é uma povoação portuguesa do Município de Póvoa de Lanhoso que foi sede da extinta Freguesia de Louredo, freguesia que tinha 1,39 km² de área e 439 habitantes (2011), e, por isso, uma densidade populacional de 315,8 hab/km².
A Freguesia de Louredo foi extinta (agregada) pela última Reorganização administrativa do território das freguesias, de acordo com a Lei nº 11-A/2013 de 28 de Janeiro, tendo o seu território sido agregado ao da Freguesia de Campos para constituir a União de freguesias de Campos e Louredo com sede em Campos.

## População
| População da freguesia de Louredo (1864 – 2011) | População da freguesia de Louredo (1864 – 2011) | População da freguesia de Louredo (1864 – 2011) | População da freguesia de Louredo (1864 – 2011) | População da freguesia de Louredo (1864 – 2011) | População da freguesia de Louredo (1864 – 2011) | População da freguesia de Louredo (1864 – 2011) | População da freguesia de Louredo (1864 – 2011) | População da freguesia de Louredo (1864 – 2011) | População da freguesia de Louredo (1864 – 2011) | População da freguesia de Louredo (1864 – 2011) | População da freguesia de Louredo (1864 – 2011) | População da freguesia de Louredo (1864 – 2011) | População da freguesia de Louredo (1864 – 2011) | População da freguesia de Louredo (1864 – 2011) |
| ----------------------------------------------- | ----------------------------------------------- | ----------------------------------------------- | ----------------------------------------------- | ----------------------------------------------- | ----------------------------------------------- | ----------------------------------------------- | ----------------------------------------------- | ----------------------------------------------- | ----------------------------------------------- | ----------------------------------------------- | ----------------------------------------------- | ----------------------------------------------- | ----------------------------------------------- | ----------------------------------------------- |
| 1864                                            | 1878                                            | 1890                                            | 1900                                            | 1911                                            | 1920                                            | 1930                                            | 1940                                            | 1950                                            | 1960                                            | 1970                                            | 1981                                            | 1991                                            | 2001                                            | 2011                                            |
| 210                                             | 232                                             | 239                                             | 254                                             | 258                                             | 233                                             | 268                                             | 277                                             | 342                                             | 326                                             | 282                                             | 309                                             | 346                                             | 403                                             | 439                                             |